# Ariel Hsing
Ariel Yenhua Hsing (* 29. November 1995 in Fremont, Kalifornien) ist eine US-amerikanische Tischtennisspielerin. Sie wurde 2010 jüngste nationale Meisterin der Geschichte. Die Rechtshänderin nahm 2012 an den Olympischen Spielen teil.

## Werdegang
2010 folgten ihre ersten nationalen und internationalen Erfolge. So wurde sie 2010 jüngste nationale Meisterin, da sie Lily Zhang im Finale mit 4-2 schlagen konnte. 2011 holte sie beim Panamerican Cup im Einzel sowie mit der Mannschaft die Bronzemedaille.
2012 qualifizierte sie sich so für die Olympischen Spiele in London, wo sie in der dritten Runde auf die Chinesin Li Xiaoxia traf. Nach einem starken Spiel scheiterte sie schließlich mit 2-4.
Beim Nordamerika Cup konnte sie zudem Gold gewinnen, genauso wie bei den Junior Cadet Open auch.
2013 wurde sie erneut nationale Meisterin und konnte zudem auch die US-Open gewinnen. Ab 2015 trat sie international seltener in Erscheinung.

## Titel und Erfolge im Überblick
Nennung von Titeln:
- Gewinnerin der Nationalen Meisterschaften 2003 U-10 im Einzel
- Gewinnerin der Nationalen Meisterschaften 2004 U-10 im Einzel
- Gewinnerin bei der Jugend-Olympiade 2005 mit der Mannschaft und im Doppel
- Gewinnerin der Nationalen Meisterschaften U-14 2005 im Einzel
- Gewinnerin der US Open U-15 2006 im Einzel
- Gewinnerin der Nationalen Meisterschaften U-15 2006 im Einzel
- Gewinnerin der US Open U-16 2007 im Einzel

## Privat
Ariel Hsing studierte Sportwissenschaften. Sie ging auf die Valley Christian School.
Sie gehört zu den Protagonisten des 2014 veröffentlichten Dokumentarfilmes Top Spin.